# Лизмор
Лизмор (енгл. Lismore) је град Аустралији у савезној држави Нови Јужни Велс. Према попису из 2006. у граду је живело 27.069 становника.

## Становништво
Према попису, у граду је 2006. живело 27.069 становника.
| 1991.  | 1996.  | 2001.  | 2006.  |
| ------ | ------ | ------ | ------ |
| 27,246 | 28,230 | 27,358 | 27,069 |